# کوتوله سفید

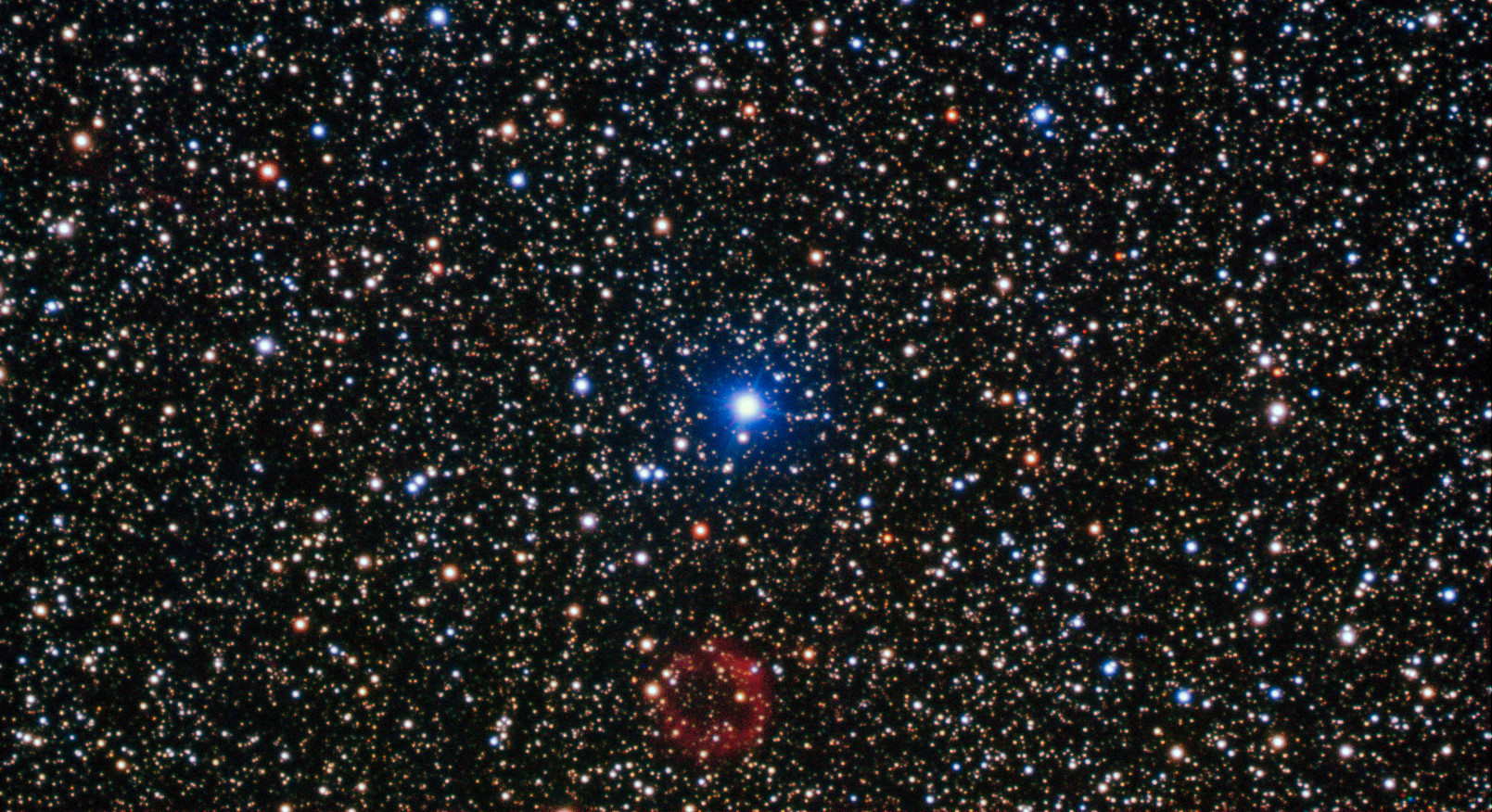
کوتولهٔ سفید

کوتولهٔ سفید گونه‌ای از اجرام فضایی است.
در طی زندگی یک ستاره در دوران پیری برخی از ستارگان که از حد ۱٫۴ جرم خورشید پرجرم‌تر باشند به ستارهٔ نوترونی یا سیاه چاله (۳ برابر جرم خورشید) و اگر از این حد کم‌جرم‌تر باشند تبدیل به کوتولهٔ سفید می‌شوند.
مادهٔ تشکیل‌دهندهٔ کوتوله‌های سفید به اندازه‌ای به هم فشرده‌است که یک فنجان از آن صدها تن وزن دارد.
کوتوله‌های سفید، که تعدادشان در کهکشان ما نسبتاً زیاد است، آخرین مرحلهٔ تکامل بسیاری از ستاره‌ها هستند. ستاره‌هایی که جرم‌شان تقریباً معادل جرم خورشید (۱٫۴ جرم خورشید) یا کمتر از آن است به احتمال زیاد همگی به کوتولهٔ سفید تبدیل می‌شوند. این اصطلاح برای توصیف مرحله‌ای از تکامل ستاره‌ای به کار می‌رود که ستاره پس از تبدیل شدن به غول سرخ، در آن مرحله از انبساط بازمی‌ایستد. در مرحلهٔ کوتولهٔ سفید، مادهٔ ستاره‌ای فشرده می‌شود و به جسمی کم‌نور، به اندازه‌ای بسیار کوچک، به بزرگی زمین، تبدیل می‌شود. آنچه که مانع رمبش و فشردگی هرچه بیشتر این جرم می‌شود، تبهگنی الکترونی طبق اصل طرد پائولی می‌باشد. از آنجا که ستاره دیگر هیچ منبعی برای تولید انرژی ندارد، سرد می‌شود. یک کوتولهٔ سفید، ستاره‌ای است که دیگر سوخت هسته‌ای‌اش تمام شده و در نتیجه بسیار فشرده و کوچک می‌شود. چنین ستارگانی بسیار داغ هستند.

## تاریخچه
در سال ۱۸۶۲، نخستین‌بار یک ستاره‌شناس آمریکایی به نام الوان کلارک در حال آزمایش تلسکوپ ۵٫۱۸ اینچی خود، همدم شباهنگ را دید و اما این همدم که به نام شباهنگ -B خوانده می‌شود خود یک معما است. در طیف‌سنجی مشخص شد که سطح آن از خورشید ما گرم‌تر است اما ستاره‌ای بسیار تیره‌تر از خورشید ما می‌باشد. این موضوع نشانگر آن است که قطر همدم باید کم و در حدود ۲ درصد خورشید یعنی دو برابر زمین باشد. این مقدار از نظر نجومی مقدار بسیار کوچکی است، لذا این ستارهٔ داغ و کوچک نام کوتولهٔ سفید را به خود گرفت.
شباهنگ، به همراه همدمش که یک کوتولهٔ سفید است.
اکنون مشخص شده‌است که کوتوله‌های سفید، باقی‌ماندهٔ ستاره‌هایی مانند خورشید در هنگام مرگ هستند؛ بنابراین مرگ خورشید ما با تولد یک کوتولهٔ سفید همراه است.

## چگالی شباهنگ
شباهنگ – B با وجود کوچکی، همان اندازهٔ وزن خورشید را دارد. جای گرفتن این همه جرم در حجمی باین کوچکی، باید جسمی چگال و فشرده را تشکیل دهد. در حقیقت یک فنجان از مواد تشکیل‌دهندهٔ یک کوتولهٔ سفید صدها تن جرم دارد.
جالب اینجاست که ستارهٔ درخشان صورت فلکی سگ کوچک یعنی شعرای شامی نیز یک همدم کوتولهٔ سفید کم‌فروغ دارد که مشاهده آن نسبت به همدم شباهنگ کمی مشکل‌تر است.
شباهنگ – B هر ۵۰ سال یک بار به دور ستارهٔ شباهنگ می‌چرخد. البته تفکیک همدم شباهنگ از درون تلسکوپ‌های آماتوری تقریباً ناممکن است چراکه این دو ستاره بسیار به هم نزدیک هستند و شدت درخشش شباهنگ (در حدود ۱۰٬۰۰۰ بار شدیدتر از نور همدم) مانع از تفکیک همدم خود می‌شود. حتی در سال ۲۰۲۵ که آن‌ها بیشترین فاصله را از هم خواهند داشت برای تفکیک آن‌ها به یک تلسکوپ ۱۰ اینچ و با شرایط رصدی مناسب نیاز است تا اینکه همدم کم نور را، از ستارهٔ درخشان شباهنگ تفکیک کرد.

## درخشندگی
از روی فاصله و نورانیت ظاهری اندازه‌گیری شده کوتوله‌های سفید، محاسبهٔ درخشندگی حقیقی آن‌ها امکان‌پذیر است. کوتوله‌های سفید ستاره‌های کم
نوری هستند، برای مثال می‌توان به منظومهٔ شباهنگ و همدم کوتولهٔ سفیدش اشاره کرد. شباهنگ یک ستارهٔ معمولی است و نورانی‌ترین ستارهٔ آسمان است. اما همدم کوتولهٔ سفید آن ۱۰ قدر کم‌نورتر است و آن را جز با تلسکوپ در شرایط مناسب نمی‌توان دید.
درخشندگی کوتوله‌های سفید گسترهٔ وسیعی از قدر مطلق حدود ۱۰+ تا حدود ۲۰+ دارد.

## رنگ
رنگ تقریباً ۱٬۰۰۰ کوتولهٔ سفید اندازه‌گیری شده‌است. این رنگ‌ها گستره‌ای از آبی سیر تا زرد را نشان می‌دهند. گسترهٔ دماهای مربوط به این رنگ‌ها از حدود ۱۰۰٬۰۰۰ درجهٔ کلوین تا ۵٬۰۰۰ درجهٔ کلوین است که آبی‌ترین تا سرخ‌ترین اجسامی را که گمان می‌رود کوتولهٔ سفید باشند در بر می‌گیرد.

## طیف
طیف کوتوله‌های سفید بسیار متفاوت از ستاره‌های معمولی است. در بیشتر طیف‌ها خطوط طیفی اندکی وجود دارد. تنها خطوطی که به صورت برجسته و واضح دیده می‌شوند خطوط هیدروژن است. با این حال در طیف بعضی از کوتوله‌های سفید، نمودهای غیرعادی به چشم می‌خورد. به‌طور مثال، کوتوله‌های سفیدی وجود دارند که در طیف آنها اثری از خطوط مربوط به هیچ عنصری دیده نمی‌شود. طیف برخی از کوتوله‌های سفید فقط خطوط هلیم را نشان می‌دهد، بی آنکه خطوط هیدروژن در آن قابل مشاهده باشد. در طیف برخی دیگر خطوط عناصر سنگین مانند کلسیوم و آهن وجود دارد.

## جرم
برخی از کوتوله‌های سفیدی که کشف شده‌اند، عضو منظومه‌های دوتایی هستند، از این رو تعیین جرم آن‌ها به‌طور قابل اعتمادی میسر است. از مشهورترین کوتوله‌های سفید همدم‌های ستاره‌های شباهنگ (شعرای یمانی) و شِعرای شامی است که جرم دقیق آن را می‌توان بدست آورد. محاسبهٔ مدارهای این ستارگان نشان می‌دهد که جرم شباهنگ – B، ۰۵ر۱ برابر جرم خورشید و جرم شعرای شامی – B، ۶۳ر۰ جرم خورشید است. این مقادیر، مقادیر نمونه برای کوتوله‌های سفید هستند و دلایل خوبی در دست است که قبول کنیم هیچ کوتوله سفید نمی‌تواند بسیار پرجرم تر از خورشید باشد. محاسبات نشان می‌دهد که جرم و اندازهٔ کوتوله‌های سفید با هم ارتباط عجیبی دارند. معلوم شده هرچه جرم کوتولهٔ سفید بیشتر باشد، اندازهٔ آن کوچک‌تر است. افزون‌بر آن محاسبات نشان می‌دهد اگر جرم ستاره‌ای بیشتر از ۲/۱ جرم خورشید باشد، نمی‌تواند سیستم پایداری را تشکیل دهد، زیرا در این صورت باید شعاع منفی داشته باشد که البته این بی‌معنا است.
ستاره‌های پرجرم‌تر به طریقی متفاوت‌تر از آنکه مستقیماً به کوتولهٔ سفید تبدیل شوند، می‌میرند. این‌گونه ستاره‌ها ممکن است در پایان عمرشان به ستارهٔ نوترونی یا شاید سیاهچاله تبدیل شوند.

## چگالی
کوتوله‌های سفید اجسامی هستند بسیار کوچک که شعاع آن‌ها بسیار نزدیک به یک صدم شعاع خورشید در حدود شعاع زمین است. چون جرم کوتوله‌های سفید تقریباً معادل جرم خورشید است در نتیجه چگالی آن‌ها می‌باید در حدود ۱٬۰۰۳ برابر آب یا حدود ۱ میلیون برابر چگالی خورشید باشد.
کوتولهٔ سفید نسبت به خورشید بسیار کوچک است، ولی به اندازهٔ خورشید جرم دارد؛ یعنی یک فنجان از کوتوله سفید می‌باید ۱۰۰ تن وزن داشته باشد. مقدار جاذبهٔ سطحی در سطح کوتوله‌های سفید نیز بسیار زیاد است و حدود ۱۰۰ میلیارد برابر گرانش زمین است.